# Bressuire
Bressuire (poitevin Bercheur) je naselje in občina v zahodni francoski regiji Poitou-Charentes, podprefektura departmaja Deux-Sèvres. Po oceni iz leta 2008 ima mesto 18.634 prebivalcev.

## Geografija
Kraj leži v zahodnofrancoski pokrajini Poitou, v osrčju Bocage poitevin.

## Administracija
Bressuire je sedež istoimenskega kantona, v katerega so poleg njegove vključene še občine Boismé, Chichè in Faye-l'Abbesse z 22.449 prebivalci.
Naselje je prav tako sedež okrožja, v katerem se nahajajo kantoni Argenton-les-Vallées, Bressuire, Cerizay, Mauléon, Saint-Varent in Thouars-1/2 z 94.966 prebivalci.

## Zgodovina
Ime kraja izhaja iz dveh besed Berg (gora) in Durum (utrdba), združenih v eno: Berzoriacum (izpričano v letu 1029) oz. Bercorium (1095).

## Zanimivosti
- Notredamska cerkev iz obdobja 12. do 15. stoletja, z renesančnim zvonikom,
- ruševine gradu Beamontskih gospodov, vazalov Thouarskih viskontov.

## Pobratena mesta
- Arica (Čile),
- Fraserburgh (Škotska, Združeno kraljestvo),
- Friedberg (Nemčija),
- Hodac (Romunija),
- Kpalimé (Togo),
- Leixlip (Irska),
- Mequinenza (Španija),
- Parczew (Poljska),
- Rjazan (Rusija).